# Tom Luca

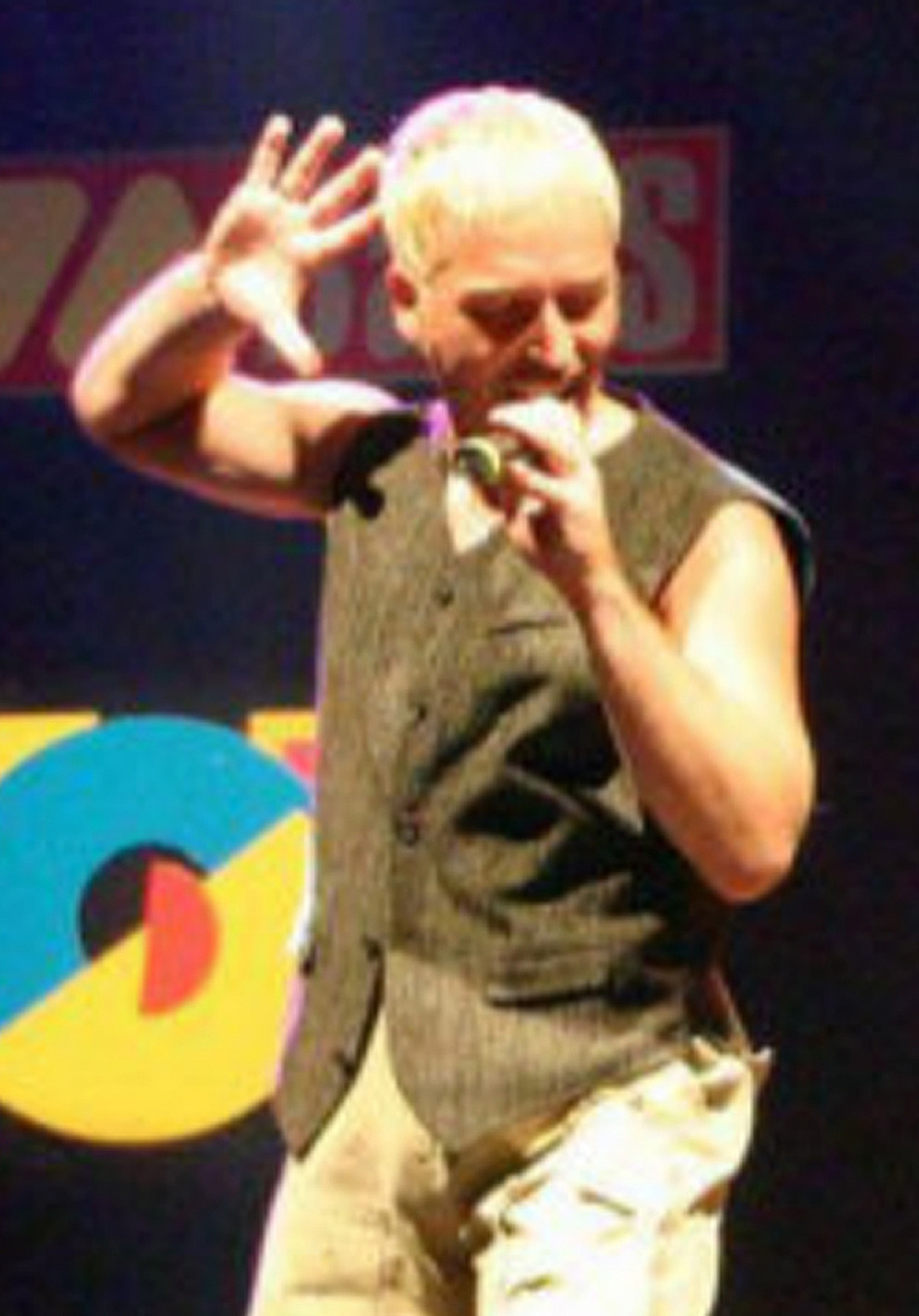
Sänger Tom Luca – live (2014)

Tom Luca ist ein deutscher Synchronsänger, Popsänger und Musikproduzent.

## Leben
Mit 14 Jahren gründete Tom Luca seine erste Schulband „Impuls“, die dann im Amateurbereich der Stadt Neubrandenburg spielte. Nach klassischer Gesangsausbildung an der Musikschule Neubrandenburg studierte er zunächst Pop-Gesang an der Hochschule für Musik Carl Maria von Weber Dresden bei Hanns-Herbert Schulz  im Bereich des Popular-Gesangs. Alfons Wonneberg holte ihn später an die Hochschule für Musik „Hanns Eisler“ Berlin, damit mit ihm eine Popshow mit Anke Lautenbach und Rockteam aufgebaut werden konnte. Nach einem Engagement im Friedrichstadt-Palast Berlin wirkte Tom Luca als Mitglied der „Antonio Singers“ bei  TV-Sendungen und Live-Veranstaltungen mit. Er produzierte und sang Jingles und Stationssongs für  MDR Life, Antenne Niedersachsen, 104.6 RTL, Radio FFH.
Neben seinen Engagements durch die Produzenten  Lutz und Uwe Fahrenkrog-Petersen oder Andreas Bärtels als Studiosänger für  N'Sync,  Lyte Funkie Ones, Just Friends, Demis Roussos, Oli P., Juliane Werding, Brunner & Brunner, Dieter Thomas Heck  konzentrierte sich Tom Luca auch auf seine eigenen Songs und weitere Projekte, wie die A-cappella-Formationen „The New Comedian Harmonistz“, „4 Soul“ oder  Live-Shows zusammen mit Detlef D! Soost.
1995 entdeckte er Jeanette Biedermann, gab ihr ersten Gesangsunterricht und stellte sie ihren späteren Produzenten vor. Daneben unterrichtete er  Oli P. und andere Mitwirkende aus der Serie „Gute Zeiten, schlechte Zeiten“ im Pop-Gesang. Als Mitglied des Popduos "2 HOT" präsentierte er als Vorgruppe internationaler Interpreten wie Bonnie Tyler, Chris Norman oder Boney M. feat. Liz Mitchell europaweit neben internationalen Hits auch eigene Songs. Seitdem ist Tom Luca neben seinen Engagements als Sänger und  Entertainer auch in internationalen Shows, wie der ABBA-Show "SUPER SWEDE", der Dirty Dancing Show "MAMBO MANIA" oder der Discoshow "DISCO FEVER" oder als Solist Philharmonischer Orchester zu sehen. Er singt Synchronisationen von Titelsongs für Trickfilme, DVD-Produktionen oder Kinofilme als Studiosänger von "THE VOICES" oder arbeitet als Musikregisseur im Synchronbereich. Seit 2021 produziert er verstärkt mit verschiedenen erfolgreichen deutschen DJ's und Musikproduzenten, wie Tom Wilcox, DJKC alias Kai Soffel und Kenny Laakkinen neue Versionen bekannter Welthits, wie "She’s Like the Wind", "A walk in the park", "In the Air Tonight" oder "Hungry Eyes".

## Singles
- 2020: Für immer (Tom Luca)
- 2021: Stand up (Bone Beatz feat. Tom Luca)
- 2021: She's like the wind (Tom Wilcox, DJKC feat. Tom Luca)
- 2022: A walk in the park (Kenny Laakkinen, Tom Wilcox feat. Tom Luca)
- 2022: In the air tonight (Tom Wilcox, DJKC feat. Tom Luca)
- 2022: So wie ein Wunder (StereoLand feat. Tom Luca)
- 2022: 90 Minuten (Matthias Daum feat. Tom Luca)
- 2022: Let it be (Tom Wilcox, DJKC feat. Tom Luca)
- 2022: All I need (Tom Luca)
- 2022: Flügelschlag (Jeded feat. Tom Luca)
- 2023: Most beautiful girl (Kenny Laakkinen, sXloud feat. Tom Luca)
- 2023: Hungry Eyes (Tom Wilcox feat. Tom Luca)
- 2023: Es ist jetzt an der Zeit (Tom Luca)
- 2023: All out of love (Tom Wilcox feat. Tom Luca)
- 2024: Never gonna give you up (Dream Sound Masters, Tom Skobe, Kenny Laakkinen, Tom Luca)
- 2024: You (Dream Sound Masters, Tom Skobe feat. Tom Luca)
- 2024: 25 Years (Dream Sound Masters, Tom Skobe, Kenny Laakkinen, Tom Luca)

## Synchronrollen
- Calimero
- Casper der freundliche Geist
- Charlie und die Schokoladenfabrik
- Danny Phantom
- Feuerwehrmann Sam – Staffel 5
- Hexe Lilli
- In einem Land vor unserer Zeit
- Beyblade Burst Evolution, Rise
- LazyTown
- Pokémon
- Polar Express
- Tauch, Timmy, Tauch
- Verrückt nach Mary
- Wow! Wow! Wubbzy!
- Der Lorax[4] (Gesang)

## Musikproduktion
- Kinderhörspiel „Lillys Welt“
- KI.KA „Blödelhitparade“
- „Sara und Mopf umreichen die Welt“ (Sara Bennett & Tom Luca)